# كارسون بلير
كارسون بلير (بالإنجليزية: Carson Blair)‏ هو لاعب كرة قاعدة أمريكي، ولد في 18 أكتوبر 1989 في أرجيلي في الولايات المتحدة.

## وصلات خارجية
- كارسون بلير على موقعبيزبول رفرنس.كوم (الدوري الرئيسي) (الإنجليزية)
- كارسون بلير على موقعبيزبول رفرنس.كوم (الدوري الثانوي) (الإنجليزية)